# 井深克彦
井深 克彦（いぶか かつひこ、1987年4月13日 - ）は、日本の俳優・モデル・タレントである。
現在はフリーで活動しており、株式会社キラティスと業務提携を結んでいる。
岐阜県揖斐郡揖斐川町出身。大垣東高等学校、佛教大学卒業。

## 経歴
- 2008年、第21回ジュノン・スーパーボーイ・コンテストファイナリストに選ばれる。パフォーマンスは合気道の型を披露した[5]。
- 2010年3月、佛教大学文学部人文学科を卒業[6][7]。教員免許（中学・高校の国語）を取得している[2]。
- 2010年5月、舞台『もうひとつのハムレット』で俳優デビュー[8]。
- 2016年8月20日放送回のバラエティ番組『有吉反省会』でゲイである事を公表した[9]。
- 2019年2月1日のブログにて2019年3月31日をもって9年間所属した有限会社えりオフィスを退所することを発表した[10]。

## 出演

### 舞台
- 劇団たいしゅう小説家 MODO10BAN☆SHOW 舞 Vol.2「もうひとつのハムレット 〜イキツクサキノ花〜」（2010年5月22日 - 30日、MAKOTOシアター銀座） - コーネリアス 役
- GANRYUJIMA（2010年10月、SPACE107） - 細川くん 役
- 新春戦国鍋祭 〜あんまり近づきすぎると斬られちゃうよ〜（2011年1月7日 - 16日、サンシャイン劇場 / 23日、梅田芸術劇場 シアター・ドラマシティ） - 小西行長 / 中浦ジュリアン 役
- 華鬼（2011年3月21日 - 27日、博品館劇場） - 律 役
- 遠ざかるネバーランド（2011年5月3日 - 5日、青山円形劇場） - トゥートルズ 役
- ロイヤルホ☆ト（2011年5月、六行会ホール） - 蘭丸 役
- Space Shuttle Show「2069」（2011年8月6日 - 9日、恵比寿・エコー劇場） - アム 役
- Lipsynca 〜ヒールをはいたオトコ!?タチ〜（2011年9月、シアターサンモール） - 秋葉（アニータ・カルナバル） 役
- 新鮮な新撰組〜嘘か! 誠か?〜（2011年10月、萬劇場） - 楠小十郎 役
- ウェディング&ハプニング（2011年10月、ザ・ポケット） - 岩下 役
- この部屋の片隅で（2011年10月、魁ホール） - 日替わりゲスト
- 大江戸鍋祭 〜あんまりはしゃぎ過ぎると討たれちゃうよ〜（2011年12月23日 - 26日、明治座 / 31日、梅田芸術劇場 メインホール） - 岡野金右衛門　/ アワレンピンク（隆光） 役
- Mr.教授の危険なマスカレイド（2012年1月、青山円形劇場） - 天草 役
- 灰とダイヤモンド（2012年2月、ワーサルシアター） - オニキス 役
- We Love 兄さん!! 〜僕らの兄さんイケてなくない?〜（2012年4月3日 - 10日、ラフォーレミュージアム原宿） - モモイ 役
- 僕等の図書室 〜みんなで読書会〜（2012年4月27日 - 29日、梅田芸術劇場 シアター・ドラマシティ）[11]
  - 僕等の図書室2〜みんなで読書会〜（ぼくとしょ2）（2012年9月27日 - 30日、PARCO劇場 / 10月2日、梅田芸術劇場 シアター・ドラマシティ）
  - 僕等の図書室 特別授業（2016年12月24日 - 27日、有楽町朝日ホール / 31日、サンケイホールブリーゼ）[12]
  - デジタ・るコンテンツ第一弾「僕等の図書室 リモート授業」（2020年6月6日、配信：イープラスStreaming+）[13]
- A☆ct Stage Vol.1「桃太郎外伝 〜ライズアップヒーロー!〜」（2012年5月22日 - 27日、武蔵野芸能劇場） - 扇犬丸 役
- 逆境ナイン（2012年6月8日・9日、シアターグリーンBIG TREE THEATER） - 日替わりゲスト
- 劇団たいしゅう小説家 10周年記念公演 Vol.4「The Door 〜Welcome to my home〜」（2012年7月4日 - 8日、萬劇場） - 水木薫 役
- おるんと高麗犬（2012年8月29日 - 9月2日、笹塚ファクトリー） - 羽山 役
- ウェディングマン 〜スーツなやつらにご用心〜（2012年9月5日 - 8日、中目黒GTプラザホール） - 長崎 役
- ソレ行け!!カフェマン〜エプロン男子のしあわせレシピ〜（2012年11月、マウントレーニアホール渋谷）
- 眠れぬ町の王子様 〜prince of the sleepless town〜（2012年11月 - 12月、全労済ホール スペース・ゼロ） - 二階堂蓮 役
- 解決!! スパイマン 〜スパイが、白衣に着がえたら。〜（2013年1月、新宿シアターモリエール）
- 灰とダイヤモンド Noir（2013年2月9日-11日、ワーサルシアター） - 日替わりゲスト
- 9 -ナイン-（2013年3月2日 - 10日、紀伊國屋サザンシアター / 16日・17日、新神戸オリエンタル劇場） - 岡優太 役[14]
- 危機之介御免（2013年4月、池袋シアターグリーン） - 栄林堂助六 役
- 劇団TEAM-ODAC 再演企画公演「ダルマ」（2013年5月15日 - 19日、全労済ホール スペース・ゼロ） - 孤次郎役 役
- 刑事・ル（2013年7月10日 - 19日、全労済ホール／スペース・ゼロ） - 刑事 役
- abc★赤坂ボーイズキャバレー 表 FINAL! 最後の放電! 〜自分に喝を入れて勝つ!〜（2013年8月7日 - 11日、赤坂ACTシアター / 17日・18日、シアターBRAVA!） - 一之瀬慶 役
- Space Shuttle Show「眠れぬ町の王子様 〜dreams like bubbles of chamgne〜」（2013年8月28日 - 9月1日、シアターサンモール） - 二階堂蓮 役
- 秘密の花園 The Secret Garden（2013年9月、秋葉原UDX THEATER） - ロドマン 役
- 舞台 のぶニャがの野望
  - のぶニャがの野望（2013年10月2日 - 6日、六行会ホール） - 主演・冴木優 / 冴木ミュウ 役
  - のぶニャがの野望 弐（にゃん）（2014年11月19日 - 24日、シアターサンモール） - 主演・冴木優 / 冴木ミュウ 役
  - のぶニャがの野望 幸村と五輪の剣（2016年2月3日 - 7日、全労済ホール スペース・ゼロ） - たけニャか半兵衛 役
- 歳末明治座 る・フェア〜年末だよ!みんな集合!!〜（2013年12月21日 - 24日、明治座 / 31日、NHK大阪ホール） - 佐藤継信 役
- VAMPIST（2014年1月、シアターグリーンBIG TREE THEATER） - アーサー 役
- イシン!（2014年2月、赤坂レッドシアター） - 勝海 役
- ラズベリーボーイ（2014年3月、俳優座劇場） - 日替わりゲスト
  - ラズベリーボーイ2（2014年10月、俳優座劇場） - 日替わりゲスト
- ミニチュア!!（2014年3月、SPACE107） - 松戸和輝 役
- 覇権DO!! 〜戦国高校天下布武〜（2014年5月1日 - 6日、笹塚ファクトリー） - 森蘭丸 / 蘭子 役
- MOSH 007〜私を愛したスパイ〜（2014年5月、シアターグリーンBOX in BOXシアター） - 日替わりゲスト
- グッバイシェイクスピア!!!（2014年6月、キンケロ・シアター） - 里中雅 役
- Innocent World 千年の夜と百億の邂逅（2014年6月25日 - 29日、六行会ホール） - ソウル 役
- ぶっ壊したい世界（2014年7月、紀伊國屋ホール） - 岩城雅喜 役
- 『もっと歴史を知りたくなる』シリーズ
  - 第1弾「マルガリータ〜戦国の天使たち〜」（2014年9月27日 - 10月5日、EX THEATER ROPPONGI） - 伊東マンショ 役
  - 第2弾「幻の城〜戦国の美しき狂気〜」（2015年10月9日 - 18日、EX THEATER ROPPONGI） - 豊臣秀頼 役
  - 第3弾「剣豪将軍義輝〜戦国に輝く清爽の星〜」（2016年12月8日 - 14日、EX THEATER ROPPONGI） - 覚慶 役
  - 第4弾「剣豪将軍義輝〜星を継ぎし者たちへ〜」（2017年6月8日 - 18日、EX THEATER ROPPONGI） - 覚慶 役
  - 第5弾「桃山ビート・トライブ」（2017年11月23日 - 12月3日、EX THEATER ROPPONGI） - 久井松真黒 役[15]
  - 第6弾「ジョン万次郎」（2018年6月14日 - 24日、EX THEATER ROPPONGI） - イッチ / 徳川斉昭 役[16]
- 聖☆明治座・るの祭典〜あんまりカブりすぎると怒られちゃうよ〜（2014年12月19日 - 27日、明治座・梅田芸術劇場 メインホール） - 松寿丸 役
- WATARoom produce「VIVID CONTACT -The just-」（2015年1月7日 - 11日、ザ・ポケット）[17]
- ユメオイビトの航海日誌（2015年2月11日 - 15日、シアターサンモール） - メガネ 役
- あしたのおもひで（2015年2月24日 - 3月1日、新宿村LIVE） - ゲスト出演
- 龍狼伝（2015年5月2日 - 6日、博品館劇場） - 諸葛亮孔明 役
- ハンサム落語 第6幕（2015年6月13日 - 21日、CBGKシブゲキ!! / 6月26日 - 28日、テイジンホール / 東京凱旋；7月1日 - 5日、CBGKシブゲキ!!）
- 舞台「DIABOLIK LOVERS」 - 逆巻ライト 役
  - DIABOLIK LOVERS（2015年8月26日 - 30日、六行会ホール）
  - DIABOLIK LOVERS〜re：requiem〜（2016年8月24日 - 28日、品川プリンスホテルクラブeX）
  - DIABOLIK LOVERS MORE,BLOOD（2018年1月24日 - 28日、品川プリンスホテルクラブeX）[18]
- 攻殻機動隊ARISE：GHOST is ALIVE（2015年11月5日 - 15日、東京芸術劇場プレイハウス） - パズ 役[19][20]
- 薄桜鬼SSL 〜sweet school life〜 THE STAGE（2015年12月11日 - 20日、シアターサンモール） - 風間千景 役
- 晦日明治座納め・る祭〜あんまり歌うと攻められちゃうよ〜（2015年12月29日 - 31日、明治座 / 2016年1月16日、梅田芸術劇場 メインホール） - 鶫 役[21]
- PREMIUM 3D STAGE 残響のテロル（2016年3月2日 - 6日、Zeppブルーシアター六本木） - 羽村 役[22]
- 朗読劇 雲は湧き、光あふれて（2016年4月1日 - 3日、紀伊國屋サザンシアター）[23]
- 新感覚冥界（アンダーワールド）ファンタジー『おやすみジャック・ザ・リッパー』（2016年4月20日 - 24日、博品館劇場） - ジャック 役[24]
- 覇権DO!! 〜戦国高校天下布武〜（2016年7月13日 - 18日、新宿村LIVE） - ヨーコ 役[25]
- 進戯団夢命クラシックス × 07th Expansion vol.2「ROSE GUNS DAYS―season1―」（2016年9月21日 - 25日、俳優座劇場） - ミゲル・倉敷 役[26]
- 劇団Rexy「晴れときどき、わかば荘」（2017年3月23日 - 26日、DDD青山クロスシアター） - 長崎恵一 役[27]
- B-PROJECT on STAGE「OVER the WAVE!」（2017年7月28日 - 8月6日、天王洲 銀河劇場 / 8月16日・17日、Zepp DiverCity TOKYO） - 夜叉丸朔太郎 役[28]
  - B-PROJECT on STAGE「OVER the WAVE! REMiX」（2018年2月22日 - 25日、AiiA 2.5 Theater Tokyo / 3月1日 - 3日、新神戸オリエンタル劇場）[29]
- 「天国の脚本家 冴嶋コーキ」〜袖振り合うも多生の宴〜（2017年10月18日 - 22日、博品館劇場） - 主演 冴嶋コーキ 役[30]
- ゆく年く・る年冬の陣 師走明治座時代劇祭（2017年12月28日 - 31日、明治座 / 2018年1月13日、梅田芸術劇場 メインホール） - 小松姫 役[31]
- メイクヒーロー DMM VR THEATER Version（2018年4月3日 - 8日、DMM VR THEATER）[32]
- 劇団アニメ座ハイブリッド 舞台俳優は伊達じゃない！（2018年4月7日、CBGKシブゲキ!!）[33]
- クレスト☆シザーズ（2018年5月10日 - 13日、サンシャイン劇場 / 17日 - 19日、サンケイホールブリーゼ） - 真季エミリアン 役[34]
- 歳が暮れ・る YO 明治座大合戦祭（2018年12月28日31日、明治座 / 2019年1月19日、梅田芸術劇場 メインホール） - 諏訪 役[35]
- 劇場アニメ座ハイブリッド〜めぐりあい・舞台〜（2019年3月21日 - 26日、CBGKシブゲキ!!） - 弥七 役[36]
- 妖怪探偵ルルルと復活の灯籠流し（2019年8月9日 - 11日、神保町花月）[37]
- 明治座の変 麒麟にの・る（2019年12月28日 - 31日、明治座）[38]
- 舞台『ハイスクール！奇面組3』〜危機一髪！修学旅行編〜（2020年11月18日 - 23日、草月ホール） - 物星大 役[39]
- チャオ！明治座祭10周年記念特別公演「忠臣蔵討入・る祭」（2020年12月28日 - 31日、明治座）[40]
- 素敵なカミングアウト（2021年10月30日 - 11月3日、浅草花劇場） - 京本真佐史 役[41]
- シンる・ひま オリジナ・る ミュージカ・る「逆風に帆を張・る！！」（2021年12月28日 - 31日、明治座） - 静御前 役[42]
- 笑う門には福来・る祭 明治座でどうな・る家康（2022年12月23日 - 26日、明治座 / 2023年1月8日、梅田芸術劇場 メインホール）[43]
- シンる・ひま オリジナ・る ミュージカ・る 革命「もえ・る剣」（2024年12月27日 - 2025年1月2日、シアターH / 2025年1月18日・19日、サンケイホールブリーゼ） - 高木時尾 役[44]

### テレビドラマ
- 薄桜鬼SSL〜sweet school life〜（2015年9月24日 - 10月29日、KBS京都・TOKYO MX2） - 風間千景 役

### 映画
- 薄桜鬼SSL 〜sweet school life〜 THE MOVIE（2016年2月6日公開、トリプルアップ） - 風間千景 役[45]
- アニメ女子・外伝 〜藍の翼・カーレッジ〜（2019年1月5日公開、UTY）[46]

### テレビ番組
- 戦国鍋TV 〜なんとなく歴史が学べる映像〜（2010年 - 2012年、テレビ神奈川・チバテレ・テレビ埼玉・サンテレ）
  - 「天正遣欧少年使節」 - 中浦ジュリアン 役
  - 「堺衆」 - 茜屋宗佐 役
  - 「徳川15代将軍」 - 徳川家慶 役
  - 「ももいろゴタイロー」 - 徳川家康 役
  - 「AKR四十七」 - 原惣右衛門 役
  - 「幕×JAPAN」 - KATSU KAISYU 役
  - 「家康徳川の統べりたい話」 - 徳川家慶 役
  - 「ヘアアーティスト毛利」 - 江良房栄 役
- 俺の地図帳〜地理メンBOYSが行く〜（2014年4月 - 、読売テレビ他）

「殿様のブランチ」 - 徳川綱吉 / 井伊ネェ（井伊直政） 役
- 夜な夜なBACHELOR飯（2018年10月28日 - 、テレビ神奈川） - レギュラーMC[47]
- 猫のひたいほどワイド (2019年8月20日 - 2021年3月23日、テレビ神奈川・チバテレ・テレビ埼玉） - 火曜パープル

### イベント・コンサート
- 戦国鍋TV まさかの1周年記念調子に乗ってCDまで出しちゃいますライブ（2011年5月11日、関内ホール）
- 新たに舞い降りた天正遣欧少年使節 〜お洒落なラフォーレでヴィバれ! イベント〜（2011年10月、ラフォーレミュージアム） - 日替わりゲスト
- tvk40周年記念「秋じゃないけど収穫祭」戦国鍋TVトークイベント（2012年6月3日、日本大通り）
- 「戦国鍋TV 渋谷パルコ 夏の陣」戦国鍋トークショー（2012年7月28日、パルコミュージアム「戦国鍋TV 渋谷パルコ 夏の陣」会場内特設ステージ）
- 戦国鍋TV〜tvkに40年の歴史あり！祝ってみせようホトトギスLIVE〜（2012年10月20日、横浜赤レンガパーク 野外特設会場）
- 戦国鍋TVライブツアー 〜武士ロックフェスティバル2013〜（2013年1月8日 - 9日、Zepp東京 / 1月11日、Zeppなんば大阪）
- 俺の地図帳 地理メンBOYSトークステージ（2014年8月30日、大阪ステーションシティ（JR大阪駅） 5階「時空の広場」）
- 24時間テレビ 愛は地球を救う「関西イベントステージ」（2014年8月31日、大阪ビジネスパーク ツイン21「イベントステージ」）
- 人猫〜この中に紛れ込んでる人間を見つけるニャ〜!（2014年9月10日 - 15日、Geki地下Liberty）
- 俺の地図帳 地理メンー座 旗揚げ公演！（2014年12月3日、神奈川県民ホール 大ホール）
- る・コン 〜あんなこと、こんなことあったで SHOW〜（2014年12月31日、明治座）
- DVD全巻リリース記念「俺の地図帳〜地理メンBOYSが行く〜」感謝祭（2015年3月6日、タワーレコード渋谷店 B1F「CUTUP STUDIO」）
- 年越RUN舞で☆るンバ〜走ったり、踊ったり、しゃべったり〜（2015年12月31日、明治座）
- 歴タメLIVE 〜歴史好きのエンターテイナー大集合！〜（2016年3月12日 - 13日、EXシアター六本木）
- Water Run Festival 2019（2019年7月27日・28日、幕張海浜公園 Gブロック）[48]

### ミュージックビデオ
- アワレンジャー「わんわんLOVE」
- 御ピース「つわものディストラクション」
- エグゼクザル「道の先に城」
- KYO NO HAJIMARI「MONONOKE MIDNIGHT」

### 携帯ドラマ
- ゼウスのイタズラ（2011年） - 拓海 役
- 会いたかった（2011年） - 主演・田辺瞬 役

### モデル
- 楽天市場「SOYOUS」（2011年 - ）
- ホーユー「rexy」パッケージモデル（2011年 - ）

## 書籍

### 関連書籍
- 俺の地図帳〜公式ざっくりガイド〜（2014年12月3日、メディアボーイ）ISBN 978-4863881815
- 薄桜鬼SSL 〜sweet school life〜 公式フォトブック（2015年9月17日、ぴあ）ISBN 978-4835625362